# Questo tuo fragile corpo meraviglioso
Questo tuo fragile corpo meraviglioso (The Body) è un film documentario diretto da Roy Battersby e uscito nel Regno Unito il  29 ottobre 1970.

## Trama
Il film descrive aspetti fisiologici e biochimici del corpo umano, del quale mostra tra l'altro lo sviluppo e il decadimento, a partire dal concepimento fino alla senilità. Alcune sequenze sono realizzate con tecniche endoscopiche, microscopiche e di macrofotografia.
Alla parte prettamente scientifica e anatomica si affiancano riflessioni filosofiche e socio-politiche sul rapporto fra l'essere umano e il proprio corpo – ad esempio nei lavori usuranti, nella vecchiaia o in disabilità di varia natura e gravità – e sull'impatto ambientale dell'alimentazione che, nella società consumistica, è assai condizionata dalla produzione su scala industriale.

## Colonna sonora
Nella versione originale della pellicola, le voci narranti sono di Vanessa Redgrave e Frank Finlay con l'aggiunta, in una sola sequenza, di Roger Waters – all'epoca bassista e cantante dei Pink Floyd – il quale è autore assieme a Ron Geesin delle musiche del film, raccolte anche nell'album: Music from "The Body" .